# Oedaleus immaculatus
Oedaleus immaculatus är en insektsart som beskrevs av Lucien Chopard 1957. Oedaleus immaculatus ingår i släktet Oedaleus och familjen gräshoppor. Inga underarter finns listade i Catalogue of Life.